# Eragrostis conrathii
Eragrostis conrathii là một loài thực vật có hoa trong họ Hòa thảo. Loài này được (Hack.) S.M.Phillips mô tả khoa học đầu tiên năm 1982.